# Tidlöseväxter
Tidlöseväxter (Colchicaceae) är en familj med enhjärtbladiga växter. Familjen innehåller 18-19 släkten och cirka 225 arter. De förekommer på alla kontinenter utom i Sydamerika. Familjen fördes tidigare till liljeväxterna och skiljs från detta genom att ha 3 fria pistiller och i hur ståndarknappar och frökapslar öppnar sig.
Arterna bildar alla knölar, som hos klängliljor liknar jordstammar. Det kan vara små växter där bladen kommer direkt från löken, till klättrande örter med stjälkblad.

## Modern klassificering
Familjen delas upp i sex tribus baserat på jämförelser mellan DNA-sekvenser. I denna fylogenetiska klassificering har flera släkten slagits ihop, då de visat sig vara mer närbesläktade än tidigare trott.
1. Burchardieae (Benth.) J.C. Manning & Vinnerstein
Burchardia R.Br. – "mjölkpigor", 6 arter från Australien
2. Uvularieae A. Gray ex Meisn.
Disporum Salisb. – "feklockor", "mandarinliljor", ett 20-tal arter från Japan, Kina och Sydostasien
Uvularia L. – "guldrams", "sorgklockor", "klockört", 5 arter från östra Nordamerika
3. Tripladenieae Vinnersten & J.C.Manning
Kuntheria Conran & Clifford – en art från nordöstra Queensland, Australien
Schelhammera R.Br. – "syrenlilja", 2 arter från östra Australien till Nya Guinea
Tripladenia D.Don – en art från östra Australien
4. Iphigenieae Hutch.
Camptorrhiza E.Phillips – en art i södra Afrika och en art i Indien
Iphigenia Kunth. – 9 arter i Gamla Världens tropiker
5. Anguillarieae D.Don
Baeometra Salisb. – "skalbaggslilja", en art i södra Afrika (förekommer även som invasivt ogräs i västra Australien)
Wurmbea Thunb. (inklusive Onixotis Raf. och troligen Neodregea C.H.Wright) – omkring 13 arter i Afrika och 25–30 arter i Australien (där de kallas "Nancy")
6. Colchiceae Rchb.
Colchicum L. (inklusive Androcymbium Willd., Bulbocodium L. och Merendera Ramond) – "tidlösor", "nakna jungfrur", "ljusblommor", omkring 130–200 arter från södra och västra Afrika, Medelhavsområdet, Centraleuropa, Centralasien och norra Indien
Gloriosa L. (inklusive Littonia Hook.) – "klängliljor", "slingerliljor", "klockblomma", 10–18 arter från tropiska och södra Afrika och Madagaskar (klänglilja, Gloriosa superba L., är vida odlad och förvildad)
Hexacyrtis Dinter – en art från Namibia
Ornithoglossum Salisb. – "ormhuvudsliljor", "fågeltungeliljor", 8 arter i tropiska och södra Afrika
Sandersonia Hook. – "julklockslilja", "lyktlilja", en art från Natalprovinsen, Sydafrika